# Haemaphysalis shimoga
Haemaphysalis shimoga este o specie de căpușe din genul Haemaphysalis, familia Ixodidae, descrisă de Harold Trapido și Harry Hoogstraal în anul 1964. Conform Catalogue of Life specia Haemaphysalis shimoga nu are subspecii cunoscute.